# 體操武士
《體操武士》是由MAPPA製作的日本原創電視動畫，從2020年10月10日起於朝日電視網「NUMAnimation」深夜動畫時段播映，全11集。

## 角色列表
荒垣城太郎（聲：浪川大輔）
本作主角，29歲，過往曾為體操界的名人，被媒體稱呼為武士，但曾在一場體操表演前得知妻子過逝的消息而遭到內心上的衝擊，不僅傷了肩膀也因年紀的關係，導致自己的體操生捱出現瓶頸，原先打算隱退但在李奧納多出現以及自己內心仍想一拼的情況下，決定繼續在體操界挑戰自己的極限。
李奧納多（聲：小野賢章）
身份不明的少年，16歲，突然在休假出門玩的城太郎和玲面前自稱是忍者的外國人，個性相當的天真，並一路跟到城太郎家並住了下來，跟玲相當的合拍，也會在城太郎母親開的酒館打工賺生活費，很喜歡城太郎的體操，時常鼓勵他不要放棄和隱退。
後期揭露為英國有名的天才芭蕾舞者，但承受不了舞台上的壓力加上憧憬荒垣城太郎的體操，而偷偷從英國跑到日本見城太郎，克服壓力後的兩年邀城太郎一家到倫敦看他的公演。
荒垣玲（聲：本泉莉奈）
城太郎的女兒，9歲，個性乖巧懂事，在母親過逝的情況下扛下家務事，同時也會照顧自己，儘量不讓父親城太郎擔心她，本身喜歡電影和忍者，對於突然出現的外國忍者李奧納多感到新奇，並在相處之下將對方當成自己的家人，同時也常和李奧玩在一塊。
南野鐵男（聲：梶裕貴）
城太郎的挑戰者，17歲，體操界的新星，個性嚴肅不好相處，對於城太郎不打算隱退的宣言嗤之以鼻，打算要用自己的實力來逼城太郎認清現實的殘酷。
本作看似很完美的人物，也很受女孩子們的歡迎，但卻被李奧納多發現有路痴的弱點而感到難為情。
天草紀之（聲：堀内賢雄）
城太郎的教練，起初不贊同城太郎繼續留在體操界的想法，但最終仍被城太郎的熱血打動而決定幫助他再站上舞台。
有一位處在叛逆期的女兒，對此感到煩惱，不過在城太郎取得優勝後收到女兒讚賞的簡訊而激動不已。
荒垣瑪麗（聲：田中敦子）
城太郎的母親，玲的奶奶，穿著打扮相當的艷麗時髦，在池袋經營酒館，個性與城太郎相比之下理性許多，對於城太郎的隱退風波和李奧納多的出現都以平常心看待，但也會以自己的方式鼓勵他人。
瀧澤友樹（聲：吉野裕行）
城太郎的體操後輩，個性十分輕浮和隨心所欲，本身暗戀荒垣瑪麗的酒吧員工亞優，為了得到亞優認可，開始苦練體操技巧而獲得不錯的成績。
亞優（聲：水樹奈奈）
本名不明，荒垣瑪麗的酒吧員工，外型裝扮成109辣妹的模樣，與瑪麗孫女-玲之間的關係不錯，本身話不多，但一說話常會一針見血的指出問題所在。

## 製作人員
- 原作：
- 導演：清水久敏
- 系列構成：村越繁
- 人物設計：深川可純
- 道具設計：桑原幹根、横山、氏家嘉宏（第7話）
- 體操監修：植松隆志
- 美術監督：森川裕史、甲斐政俊
- 美術設定：赤井文尚、梶原芳郎
- 色彩設計：佐佐木梓
- 3DCG導演：Nat Anuntkosol
- 攝影監督：佐藤光洋
- 編輯：柳圭介
- 音樂：横山克
- 錄音演出：宇出喜美
- 音樂監督：岩崎充穂
- 製作人：小田桐成美、井上千尋、柳井寛史、菊池瑠梨子、木村誠、
- 動畫製作人：野田楓子
- 製作：MAPPA

## 主題曲
片頭曲為橘子新樂園《上海HONEY》的翻唱版本。
片頭曲〈上海HONEY〉
作詞、作曲：ORANGE RANG，編曲：川崎智哉，歌：荒垣城太郎（浪川大輔）、李奧納多（小野賢章）、南野鐵男（梶裕貴）
片尾曲〈夢？〉
作詞：，作曲：，編曲：HIDEYA KOJIMA，歌：

## 各話列表
| 話數   | 原文標題 | 中文標題   | 腳本       | 分鏡                          | 演出                                                            | 作畫監督 | 總作畫監督                     | 播放日期        |
| ------ | -------- | ---------- | ---------- | ----------------------------- | --------------------------------------------------------------- | --- | ------------------------------ | --------------- |
| 第1話  |          | 退役武士   | 村越繁     | 清水久敏                      | 松田清                                                          | 柴田志朗、村長由紀、 冨永拓生、𠮷田正幸 | 崔文英、本田敬一               | 2020年 10月11日 |
| 第2話  |          | 落魄武士   | 村越繁     | 城所聖明                      | 西畑佑紀                                                        | 本多みゆき、齊藤美香、 村長由紀、戶澤東、 濱田悠示、柴田志朗 | 佐々木貴宏                     | 10月18日        |
| 第3話  |          | 決鬥武士   | 金田一明   | 古川順康、城所聖明、 新井宣圭 | 田中千駿、城所聖明                                              | 崔文英、 石井百合子、藤田亞耶、 乃野崎真一、𠮷田正幸、 戶澤東、濱田悠示、 吉岡敏幸、齋藤香織 | 深川可純、 崔文英              | 10月25日        |
| 第4話  |          | 武士之女   | 安藤えりか | 森本育朗                      | 松井仁之                                                        | 本田敬一、柴田志朗、 村長由紀、冨永拓生、 青木里枝、劉雲劉 | 本田敬一                       | 11月1日         |
| 第5話  |          | 戰鬥武士   | 金田一明   | 吉川博明                      | 藍崎灯久、保田雄大                                              | ヤン チャン、濱田悠示、 岡崎洋美、斉藤美香 | 佐々木貴宏                     | 11月8日         |
| 第6話  |          | 父女武士   | 村越繫     | 松田清                        | 後藤康德                                                        | 本多みゆき、𠮷田正幸、 藤田亞耶乃、 小野田貴之、 松岡秀明、冨永拓生、 村長由紀、柴田志朗 | 崔文英                         | 11月15日        |
| 第7話  |          | 集訓武士   | 金田一明   | 北川朋哉                      | 下司泰弘、久保田雄大                                            | 本田敬一、村長由紀、 冨永拓生、 柴田志朗、松岡秀明、 studio massket | 本田敬一                       | 11月22日        |
| 第8話  |          | 特訓武士   | 安藤えりか | 吉村愛                        | 大槻一恵、久保田雄大                                            | ヤン チャン、 濱田悠示、岡崎洋美、 斎藤美香、李少雷 | 佐佐木貴宏                     | 11月29日        |
| 第9話  |          | 忍者＆武士 | 吉村清子   | 二瓶勇一                      | 松井仁之、久保田雄大                                            | 崔文英、𠮷田正幸、 小野田貴之、本多みゆき、 藤田亜耶乃、浅尾宏成、 Um Ikhyun、七靈石 | 崔文英                         | 12月6日         |
| 第10話 |          | 決戰武士   | 金田一明   | 阿保孝雄                      | 後藤康德                                                        | 崔文英、松岡秀明、 冨永拓生、柴田志朗、 村長由紀、七霊石、 studio massket | 本田敬一、 崔文英、 佐佐木貴宏 | 12月13日        |
| 第11話 |          | 體操武士   | 村越繁     | 宇田鋼之介                    | 清水久敏、 宇田鋼之介、 大槻一恵、久保田雄大、 下司泰弘、吉村愛 | 𠮷田正幸、浅尾宏成、 本多みゆき、藤田亞耶乃、 斎藤美香、濱田悠示、 青木里枝、戶澤東、 柴田志朗、松岡秀明、 山門郁夫、桑原幹根、 村長由紀、崔文英、 岡崎洋美、本田敬一、 冨永拓生、野崎真一、 大津直、Studio BUS | 本田敬一、 崔文英、 佐佐木貴宏 | 12月20日        |

## 播放電視台
| 播放日期                  | 播放時間             | 播放電視台                                  | 播放地區 | 備註                                                     |
| ------------------------- | -------------------- | ------------------------------------------- | -------- | -------------------------------------------------------- |
| 2020年10月11日 - 12月20日 | 星期日 1:30 - 2:00   | 朝日電視台（製作參加） 朝日電視台系列全24台 | 日本國內 | 字幕放送 / 「NUMAnimation」頻道 播放前週播出事前特別節目 |
|                           | 星期日 22:00 - 22:30 | 朝視頻道1                                   | 日本全域 | CS放送 / 有重播                                          |

## 外部連結
- 官方網站（日語）
- 體操武士的X（前Twitter）（日語）
- 動畫片頭 - YouTube（日語）